# Базаев, Джамбулад Васильевич
Джамбула́д Васи́льевич База́ев (18 августа 1979, Рустави, Грузинская ССР) — российский футболист, нападающий и полузащитник. Депутат парламента Северной Осетии.

## Карьера
Профессиональную карьеру начал в 1996 году в клубе третьей лиги «Моздок». Затем выступал за владикавказую «Аланию», петербургский «Зенит», раменский «Сатурн», казанский «Рубин». В августе 2007 года вернулся в «Аланию», где какое-то время играл вместе со старшим братом Георгием. В 2012 году объявил о завершении карьеры.
Играл за юношеские сборные России, в том числе — ещё во время выступлений за «Моздок», молодёжную сборную России. 14 августа 2001 года в Кане забил 2 гола в товарищеском матче против французов (россияне выиграли — 3:2).

## Достижения
Алания:
- Финалист Кубка России: 2010/11